# Чемпіонат Азії з боротьби 1997
Змагання Чемпіонату Азії з боротьби 1997 року проводилися окремо. Змагання з греко-римської боротьби та вільної боротьби серед чолвіків проходили з 12 по 18 квітня в Тегерані, Іран, змагання з жіночої боротьби — з 20 по 21 червня в Тайбеї, Тайвань.
Було розіграно двадцять два комплекти нагород — по вісім у греко-римській та вільній боротьбі серед чолвіків та шість — у жіночій боротьбі.

## Загальний медальний залік
| Місце  | Країна            | Золото | Срібло | Бронза | Загалом |
| ------ | ----------------- | ------ | ------ | ------ | ------- |
| 1      | Японія            | 6      | 4      | 3      | 13      |
| 2      | Іран              | 5      | 0      | 6      | 11      |
| 3      | Південна Корея    | 4      | 5      | 2      | 11      |
| 4      | Казахстан         | 2      | 2      | 2      | 6       |
| 5      | Узбекистан        | 1      | 2      | 2      | 5       |
| 6      | Монголія          | 1      | 2      | 0      | 3       |
| 7      | КНР               | 1      | 1      | 0      | 2       |
| 8      | Північна Корея    | 1      | 0      | 2      | 3       |
| 9      | Туркменістан      | 1      | 0      | 0      | 1       |
| 10     | Китайський Тайбей | 0      | 3      | 3      | 6       |
| 11     | Киргизстан        | 0      | 2      | 1      | 3       |
| 12     | Сирія             | 0      | 1      | 0      | 1       |
| 13     | Індія             | 0      | 0      | 1      | 1       |
| Всього | Всього            | 22     | 22     | 22     | 66      |

## Рейтинг команд
| Місце в рейтингу | Вільна боротьба (чоловіки) | Вільна боротьба (чоловіки) | Греко-римська боротьба (чоловіки) | Греко-римська боротьба (чоловіки) | Вільна боротьба (жінки) | Вільна боротьба (жінки) |
| Місце в рейтингу | Команда                    | Бали                       | Команда                           | Бали                              | Команда                 | Бали                    |
| ---------------- | -------------------------- | -------------------------- | --------------------------------- | --------------------------------- | ----------------------- | ----------------------- |
| 1                | Іран                       | 70                         | Південна Корея                    | 65                                | Японія                  | 55                      |
| 2                | Південна Корея             | 65                         | Казахстан                         | 56                                | Китайський Тайбей       | 51                      |
| 3                | Японія                     | 40                         | Іран                              | 54                                | Туркменістан            | 29                      |
| 4                | Казахстан                  | 37                         | Узбекистан                        | 51                                | Південна Корея          | 21                      |
| 5                | КНР                        | 33                         | Японія                            | 47                                | Філіппіни               | 18                      |

## Медалісти

### Чоловіки

#### Вільна боротьба
| Категорія | Золото                   | Срібло                 | Бронза              |
| до 54 кг  | Джин Джу Дун             | Пін Хуейню             | Голамреза Магаммаді |
| до 58 кг  | Оюунбілегійн Пуревбаатар | Се Мін Гю              | Мохаммад Талаей     |
| до 63 кг  | Аббас Хаджкенарі         | Пек Джин Гук           | Кім Іль Гван        |
| до 69 кг  | Давуд Ганбарі            | Ахмад аль-Оста         | Алмаз Аскаров       |
| до 76 кг  | Мун Ий Дже               | Тумен-Олджийн Монхбаяр | Сайгід Катиновасов  |
| до 85 кг  | Аліреза Хейдарі          | Ян Хен Мо              | Сослан Фраєв        |
| до 97 кг  | Абдулреза Карегар        | Баянмонхійн Гантогточ  | Іслам Байрамуков    |
| до 125 кг | Ебрахім Мехрабан         | Хіроюкі Обата          | Джагдіш Сінгх       |

#### Греко-римська боротьба
| Категорія | Золото           | Срібло            | Бронза           |
| до 54 кг  | Дільшод Аріпов   | Нурим Дюсенов     | Кан Йон Гьон     |
| до 58 кг  | Юрій Мельниченко | Кім Ін Соп        | Мехді Насірі     |
| до 63 кг  | Мхітар Манукян   | Ясутосі Мотокі    | Пак Йон Сін      |
| до 69 кг  | Чой Сан Сун      | Григорій Пуляєв   | Андрій Никифоров |
| до 76 кг  | Такаміцу Катаяма | Бісолт Дециєв     | Хан Чи Хо        |
| до 85 кг  | Пак Мьон Сок     | Раатбек Санатбаєв | Бехруз Джамсіді  |
| до 97 кг  | Ба Яньчуань      | Роман Вегль       | Даріуш Галаванд  |
| до 130 кг | Ян Йон Джин      | Шухрат Садієв     | Мехді Сабзалі    |

### Жінки

#### Вільна боротьба
| Категорія | Золото          | Срібло       | Бронза        |
| до 46 кг  | Сьоко Йосімура  | Юкі Умеда    | У Лічуань     |
| до 51 кг  | Сейко Ямамото   | Хуан Цюює    | Юка Судзі     |
| до 56 кг  | Юка Мітадера    | Те Савада    | Лінь Циньмяо  |
| до 62 кг  | Арі Судзукі     | Хуан Ваньлін | Томое Міямото |
| до 68 кг  | Надія Желтакова | У Хуейлі     | Тіеко Міямото |
| до 75 кг  | Рейко Сумія     | Ча Су Джун   | Ша Лін Лі     |